# Bruno Spengler

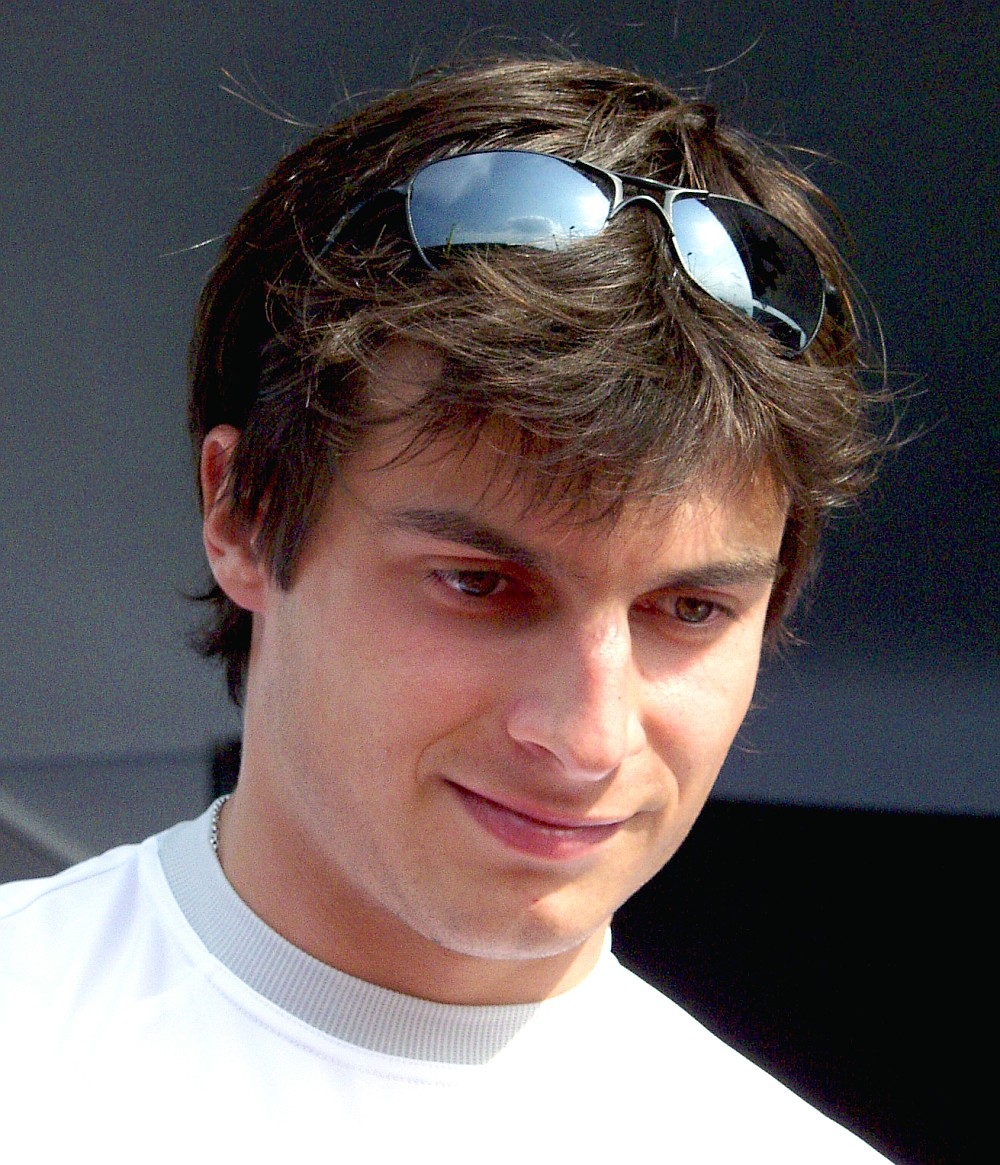
Bruno Spengler

Bruno Spengler (Schiltigheim, 23 augustus 1983) is een Canadees autocoureur. Hij rijdt in de DTM.
Spenglers carrière in de autosport begon in 1995 in het karting. Hij won hierin een aantal lokale en grotere kampioenschappen, waarna hij in 2001 overstapte naar de Franse Formule Renault. Hij was dat jaar de beste debutant met een overwinning, een pole-position en een vijfde plaats in het algemeen klassement. Hij nam op hetzelfde moment ook deel aan de Europese Formule Renault, waarin hij negende werd. Het jaar erna werd hij tweede in het Duitse Formule Renault-kampioenschap. achter Christian Klien.
Mercedes-Benz plaatse de coureur in 2003 in de Formule 3 Euroseries bij ASM. Een ongeluk zorgde ervoor dat dit eerste seizoen grotendeels de mist inging. Dankzij drie podiumfinishes werd hij nog wel tiende in het kampioenschap. Ook het seizoen 2004 verliep niet zoals verhoopt omdat hij niet kon beschikken over een competitieve wagen.
In 2005 veroverde Spengler dankzij zijn relatie met Mercedes een plaats in de DTM in Team Persson in een Mercedes-Benz C-Klasse. Hij werd zestiende in het kampioenschap en behaalde één pole-position. Hierdoor kreeg hij een plaats bij HWA, die dat jaar kampioen waren geworden met Gary Paffett. Hij won in 2006 vier races en werd vice-kampioen, na Bernd Schneider.